# Национална револуционарна армија
Национална револуционарна армија (НРА; 國民革命軍), понекад скраћена на назив Револуционарнуа армијуа(革命軍) пре 1928, а као Национална армија (國軍) после 1928, била је војна сила Куоминтанга (КМТ, или Кинеска националистичка партија ) од 1925. до 1947. у Кини током републиканске ере. Такође је постала редовна војска током периода партијске владавине Куоминтанга почевши од 1928. године. Преименована је у Оружане снаге Републике Кине након Устава из 1947, који је успоставио цивилну контролу над војском.
Првобитно организована уз совјетску помоћ као средство КМТ да уједини Кину током ере господара рата, Национална револуционарна армија се борила у великим борбама током Северне експедиције против војсковођа кинеске Беиианг армије, у Другом кинеско-јапанском рату (1937–1945) против царске јапанске војске и у кинеском грађанском рату против Народноослободилачке армије.
Током Другог кинеско-јапанског рата, оружане снаге Комунистичке партије Кине биле су номинално укључене у Националну револуционарну армију (иако су задржале одвојене команде), али су се одвојиле да формирају Народноослободилачку армију убрзо након завршетка рата. Проглашењем Устава Републике Кине 1947. године и формалним престанком партијске државе Куоминтанга, Национална револуционарна армија је преименована у Оружане снаге Републике Кине, при чему је већина њених снага формирала Војску Републике Кине, која се 1949. повукла на острво Тајван.

## Историја
НРА је основао Куоминтанг 1925. године као војну силу која је била предодређена да уједини Кину у Северној експедицији. Организована уз помоћ Коминтерне и вођена доктрином три начела народа, разлика између партије, државе и војске често је била замагљена. Велики број официра војске прошао је кроз војну академију Вампоа, а први командант Чанг Кај Шек постао је главни командант војске 1925. пре него што је покренуо успешну Северну експедицију. Међу осталим истакнутим командантима били су Ду Јуминг и Чен Ченг. Крај Северне експедиције 1928. често се узима као датум када је завршена ера господара рата, иако су активности мањег обима настављене годинама након тога.
Године 1927, након распуштања Првог уједињеног фронта између националиста и комуниста, владајући КМТ је очистио своје левичарске чланове и у великој мери елиминисао совјетски утицај из својих редова. Чанг Кај Шек се тада окренуо Немачкој, историјски великој војној сили, ради реорганизације и модернизације Националне револуционарне армије. Вајмарска република је послала саветнике у Кину, али због ограничења наметнутих Версајским уговором они нису могли да служе у војним својствима. Чанг је у почетку тражио познате генерале као што су Ерих Лудендорф и Аугуст фон Макензен за саветнике; Влада Вајмарске републике га је одбила, из страха због њихове чувености, те да би тиме изазвали гнев савезника, а осим тога то би резултирало губитком националног престижа за такве реномиране личности да раде, у суштини, као плаћеници.

## Нанкиншка декада
Непосредно након Северне експедиције, Национална револуционарна армија је била преогромна и захтевала је смањење и демобилизацију: сам Чанг је изјавио да су војници као вода, способни да носе државу и да је потопе. Ово се огледало у огромним бројкама трупа са 1.502.000 људи под оружјем, од којих је само 224.000 било под Чианговом директном контролом; ово су, међутим, биле званичне бројке како је Чанг касније изјавио да је поседовао преко 500.000, а Фенг Јусјанг који је званично поседовао 269.000 у стварности је имао 600.000, тако да би права цифра вероватно достигла 2.000.000.
Током Северне експедиције КМТ је формирао и гранске политичке савете: у теорији, подређене политичке органе који су били под Централним политичким саветима у Нанкингу; у стварности су то била аутономна политичка тела са сопственим војним снагама. Фенг Јусјанг је контролисао савет Кајфенга; Иан Сјишан савет у Таијуану, док је Гуангси клика контролисала две: Вухан и Пекинг; под Ли Зонгрен и Баи Цхонгки, респективно. Ли Јишен, који је био у сродству са Гуангси кликом, лабаво је контролисао савет Гуангџоуа; а шесто веће у Шењангу је било под Џанг Сјуелијангом. Чанг је био суочен са две опције. Једна је била да одмах централизује остале или да то постепено уради, у духу саме експедиције која је требало да искорени ратни лордизам и регионализам. Чанг је напослетку одлучио да их одмах централизује и гради сопствену снагу. То је учињено у јулу 1928. на финансијским конференцијама које су позивале на демобилизацију, а војни команданти и политички званичници су понављали позив на демобилизацију. Чанг је позвао на смањење војске на 65 дивизија и прикупио политичку подршку да почне са активним смањењем броја трупа и централизацијом војске, као и укидањем савета огранака, што је запретило регионалним лидерима и Ли Зонгрен је приметио да је намерно осмишљен да присили регионални лидери у акцију како би Чанг могао да их елиминише.

## Рат Централних равница

### Фаза 1
Гуангси клика се побунила у фебруару 1929. када је отпустила Лу Дипинга, гувернера Хунана који је променио страну и придружио се Чангу. Гуангси снаге су извршиле инвазију на Хунан, међутим Чанг је подмитио елементе војске у Вухану да пребегну и у року од 2 месеца Гуангси клика је разбијена, у марту партија је избацила Бај Чонгсјија, Ли Ћишена и Ли Зонгџена и унапредила своје јуниоре који су стали на страну Чанга како би посејали неслагање унутар клике. Касније су се поново груписали и покушали да поврате Хунан и Гуангдонг, али су одбијени у обе провинције.
Такође у мају, Фенг Јусијанг је ушао у рат и такође је избачен из партије, након што је Чанг подмитио непријатељске савезнике и потчињене Хан Фују и Ши Јусана. Фенгове војске су биле поражене и он је побегао у Шанси и најавио повлачење из политике, до јула Чиангове снаге су заузеле Луојанг. Пошто је победио два своја највећа непријатеља, Чанг је наставио са демобилизацијом и најавио да ће то бити учињено до марта 1930. године. Овај потез подстакао је Фенга, Јана и Гуангси клику да се удруже да се суоче са Чангом, пошто је Чанг отео изворе прихода од Јана.

### 2. фаза
Коалиција против Чанга имала је снаге од укупно 700.000 против Чангових 300.000. Њихов план је био да заузму Шандонг и задрже Чанга јужно од пруге Лонг-Хај и пруге Пекинг-Вухан, а затим ће напредовати дуж железничких линија заузевши Сјуџоу и Вухан, док су јужне снаге учиниле исто како би присилиле повезивање.
У рату је учествовало преко 1.000.000 бораца, од којих је 300.000 страдало. Чангове снаге су се показале способне чак и када су биле бројчано надмашене, разбијајући јужне снаге до јула, међутим на северу су Чангове снаге биле поражене и он је сам за длаку избегао заробљавање у јуну. Тек када су северне снаге стале због пораза јужних снага, север се стабилизовао. Чанг је започео преговоре о миру са Џангом као посредником, али су Фенг и Јан верујући да су на ивици победе одбили. Чанг је искористио затишје у акцији да прикупи снагу и започне контраофанзиву дуж северних железница потпомогнуто затварањем борби у Бенгбуу до септембра. Чанг се поново приближио Луојангу и то је заједно са митом подстакло Џанга Сјуејанга да стане на страну Чанга што је окончало рат.
Када је Адолф Хитлер постао немачки канцелар 1933. и дезавуисао Уговор, антикомунистичка нацистичка партија и антикомунистички Куоминтанг убрзо су ступиле у блиску сарадњу. Немачка је обучавала кинеске трупе и ширила кинеску инфраструктуру, док је Кина отварала своја тржишта и природне ресурсе Немачкој. Макс Бауер је био први саветник Кине.
Године 1934, генерал Ханс фон Сект, који је био саветник Чанга, предложио је „План 80 дивизија“ за реформисање целе кинеске војске у 80 дивизија високо обучених, добро опремљених трупа организованих по немачким стандардима. План никада није у потпуности остварен, пошто се вечито свадљиви господари рата нису могли договорити које ће дивизије бити спојене и распуштене. Штавише, пошто су проневере и преваре биле уобичајене, посебно у мањим дивизијама, реформа војне структуре би угрозила „даџбине“ командантима дивизија. Стога је до јула 1937. само осам пешадијских дивизија завршило реорганизацију и обуку. То су били 3, 6, 9, 14, 36, 87, 88. и Одсек за обуку.
Други немачки генерал, Александар фон Фалкенхаузен, дошао је у Кину 1934. да помогне реформу војске. Међутим, због касније сарадње нацистичке Немачке са Јапанским царством, био је опозван 1937. године.

## Други кинеско-јапански рат
Неко време, током Другог кинеско-јапанског рата, комунистичке снаге су се бориле као номинални део Националне револуционарне армије, формирајући Армију Осме руте и јединице Нове Четврте армије, али се ова сарадња касније распала. Жене су такође биле део војног корпуса током рата. Године 1937. Сунг Меј-линг је охрабрила жене да подрже напоре у Другом кинеско-јапанском рату, формирањем батаљона, као што је женски батаљон Гуангсји.
Трупе у Индији и Бурми током Другог светског рата укључивале су Кинеске експедиционе снаге (Бурма), кинеску војску у Индији под називом Икс снаге и Кинеске експедиционе снаге у Јунану, назване Ипсилон снаге.
Америчка влада је више пута претила да ће прекинути помоћ Кини током Другог светског рата уколико не предају потпуну команду над свим кинеским војним снагама САД. После значајног одуговлачења, аранжман је пропао само због посебно увредљивог писма Американаца Чангу. До краја рата, утицај САД на политичке, економске и војне послове Кине био је већи од било које стране силе у прошлом веку, са америчким особљем именованим на свим пољима, као што је начелник генералштаба кинеске војске, руководство Кинеског одбора за ратну производњу и Одбора за транспорт, тренери тајне полиције и Чангов лични саветник. Сер Џорџ Сансом, британски изасланик у САД, известио је да многи амерички војни официри виде амерички монопол на трговину на Далеком истоку као праву награду за борбу против рата на Пацифику, што је осећај који се гибао међу америчким званичницима.
Након израде и имплементације Устава Републике Кине 1947. године, Национална револуционарна армија је трансформисана у огранак копнене службе Оружаних снага Републике Кине – Војску Републике Кине.